# Garrisonovo teplé vozítko
Garrisonovo teplé vozítko (v anglickém originále The Entity) je jedenáctý díl páté řady amerického animovaného televizního seriálu Městečko South Park. 

## Děj
Pana Garrisona začnou štvát nekonečné fronty na letišti a vynalezne nový dopravní prostředek, který nazve To. Může si ho ale užít jen čtyřprocentní populace. Kyla mezitím navštíví jeho bratranec, který se také jmenuje Kyle a který začne zosobňobvat Cartmanovy představy o Židech.